# Cariomothis erythromelas
Cariomothis erythromelas är en fjärilsart som beskrevs av Jan Sepp 1828. Cariomothis erythromelas ingår i släktet Cariomothis och familjen Riodinidae. Inga underarter finns listade i Catalogue of Life.